# I miei successi Vol.4
I miei successi Vol.4 è una raccolta del cantante italiano Gianni Celeste, del 1994. Si tratta del quarto volume dei suoi migliori successi.

## Tracce
1. Nun ce lassammo cchiù
2. N'ata vacanza
3. Ragazza mia
4. Solitudine
5. Ti vorrei
6. Credimi
7. Tengo a tte
8. Tu comm'a mme
9. Si è purtato 'o core
10. Ammore 'e scola
11. Tu me fai campà
12. Amico mio
13. Pe sempe
14. T'aggia scurdà
15. Catena
16. Pienzece buono